# Philipp Öttl
Philipp Öttl (ur. 3 maja 1996 w Bad Reichenhall) – niemiecki motocyklista.

## Kariera
W 2007 Öttl był czwarty w Mistrzostwach Supermoto Junior Championship, rok później wygrał tę serię, startował także gościnnie w niemieckich Mistrzostwach Metrakit. 2009 przyniósł drugie miejsce i tytuł wicemistrza w niemieckim Pucharze Juniorów ADAC, Philipp dosiadał Aprilii RS 125, kolejny sezon to starty w Red Bull Rookies Cup, gdzie zajął 19. miejsce, równolegle brał on udział w Mistrzostwach Niemiec IDM (kategoria 125 cm3), dosiadał wtedy motocykla KTM.
W 2011 ciągle szlifującemu swój talent Niemcowi, udało się zająć 4. miejsce w Red Bull Rookies Cup, natomiast starty w Mistrzostwach Niemiec 125 cm3, które po raz kolejny godził z innymi przedsięwzięciami, zakończył na 4 miejscu. Öttl zmienił otoczenie i sezon 2012 spędził w Mistrzostwach Hiszpanii CEV (4. miejsce), wystartował również w RBRC (4. miejsce). Po długiej drodze w końcu trafił do MotoGP i kategorii Moto3, zaliczył kilka udanych występów (m.in. 6 lokata w Aragonii), jako debiutant, co zagwarantowało mu przedłużenie kontraktu z teamem Interwetten Paddock Moto3.

## Statystyki

### Sezony
| Sezon | Klasa | Motocykl  | Wyścigi | Wygrane | Podia | PP | NO | Pkt. | Poz. |
| ----- | ----- | --------- | ------- | ------- | ----- | -- | -- | ---- | ---- |
| 2012  | Moto3 | Kalex KTM | 1       | 0       | 0     | 0  | 0  | 5    | 31   |
| 2013  | Moto3 | Kalex KTM | 17      | 0       | 0     | 0  | 1  | 34   | 18   |
| 2014  | Moto3 | Kalex KTM | 18      | 0       | 0     | 0  | 0  | 10   | 24   |
| 2015  | Moto3 | KTM       | 18      | 0       | 1     | 0  | 0  | 73   | 13   |
| 2016  | Moto3 | KTM       | 5       | 0       | 0     | 1  | 0  | 27*  | 11*  |
| Razem |       |           | 59      | 0       | 1     | 1  | 1  | 149  |      |

* – sezon w trakcie

### Starty
| Sezon | Klasa | Motocykl  | 1      | 2      | 3      | 4      | 5      | 6      | 7      | 8      | 9      | 10     | 11     | 12     | 13     | 14     | 15     | 16     | 17     | 18     | Poz. | Pkt. |
| ----- | ----- | --------- | ------ | ------ | ------ | ------ | ------ | ------ | ------ | ------ | ------ | ------ | ------ | ------ | ------ | ------ | ------ | ------ | ------ | ------ | ---- | ---- |
| 2012  | Moto3 | Kalex KTM | QAT    | SPA    | POR    | FRA    | CAT    | GBR    | NED    | GER    | ITA    | IND    | CZE    | RSM    | ARA    | JPN    | MAL    | AUS    | VAL 11 |        | 31   | 5    |
| 2013  | Moto3 | Kalex KTM | QAT 17 | AME 17 | SPA 20 | FRA 15 | ITA 19 | CAT 18 | NED 22 | GER 17 | IND 19 | CZE 17 | GBR 16 | RSM 9  | ARA 6  | MAL 10 | AUS NU | JPN 13 | VAL 9  |        | 18   | 34   |
| 2014  | Moto3 | Kalex KTM | QAT 20 | AME 20 | ARG 21 | SPA 15 | FRA 15 | ITA 13 | CAT 19 | NED 15 | GER 12 | IND 20 | CZE 24 | GBR 17 | RSM 19 | ARA NU | JPN 17 | AUS 21 | MAL 18 | VAL NU | 24   | 10   |
| 2015  | Moto3 | KTM       | QAT 14 | AME 13 | ARG 16 | SPA NU | FRA 10 | ITA 22 | CAT 10 | NED 15 | GER 11 | IND 3  | CZE 15 | GBR 16 | RSM 10 | ARA 5  | JPN 23 | AUS 7  | MAL 15 | VAL 10 | 15   | 73   |
| 2016  | Moto3 | KTM       | QAT 9  | ARG 15 | AME 4  | ESP 10 | FRA NU | ITA    | CAT    | NED    | GER    | AUT    | CZE    | GBR    | SMR    | ARA    | JPN    | MAL    | AUS    | VAL    | 11*  | 27*  |

* – sezon w trakcie